# 加达格-贝蒂盖里
加达格-贝蒂盖里（Gadag-Betigeri），是印度卡纳塔克邦Gadag县的一个城镇。总人口154849（2001年）。

## 人口
该地2001年总人口154849人，其中男性78672人，女性76177人；0—6岁人口18771人，其中男9611人，女9160人；识字率71.24%，其中男性为78.53%，女性为63.71%。